# 蘭喬斯德陶斯 (新墨西哥州)
蘭喬斯德陶斯（英語：Rancho de Taos）是位於美國新墨西哥州陶斯縣的普查規定居民點。

## 人口
根據2020年美國人口普查的數據，蘭喬斯德陶斯的面積為9.14平方千米，皆為陸地。當地共有人口2707人，而人口密度為每平方千米296.17人。